# Aeroporto di Guernsey

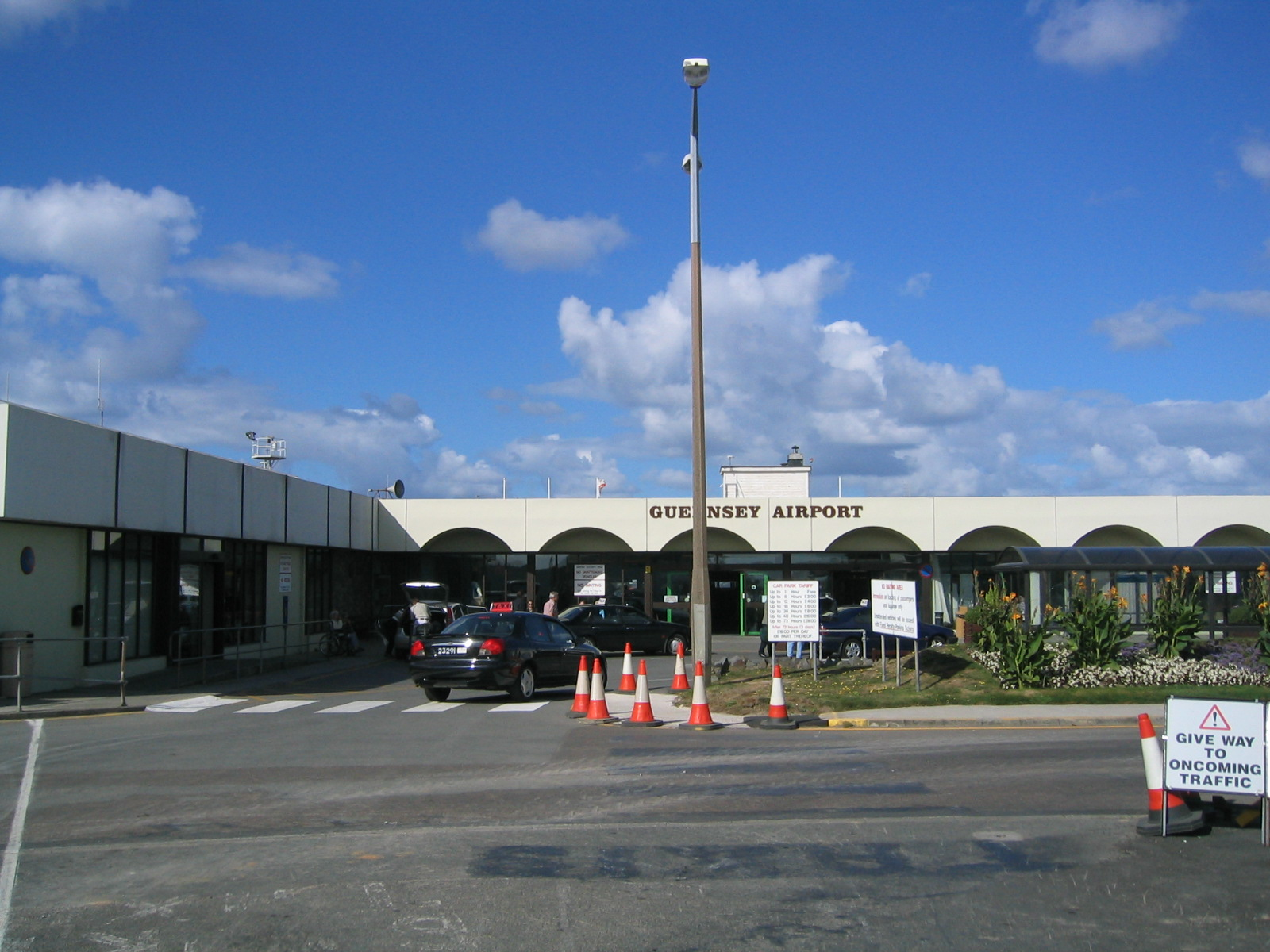
Il vecchio terminal dell'aeroporto di Guernsey, settembre 2003.

L'Aeroporto di Guernsey (in inglese Guernsey Airport) (IATA: GCI, ICAO: EGJB) è un scalo aeroportuale britannico, l'unico presente sull'isola di Guernsey e il più grande aeroporto del Baliato di Guernsey. È ubicato nella parrocchia civile di Forest, a 4,63 km (2,5 nmi) a sud-ovest della Capitale Saint Peter Port, e offre principalmente voli per la Gran Bretagna e alcune altre destinazioni europee.

## Storia
Fu ufficialmente aperto il 5 maggio 1939. Tuttavia, i voli commerciali regolari cominciarono solo ad ottobre 1946.
Nel 2004 venne costruita una nuova aerostazione che entrò in funzione il 19 aprile 2004. Per far posto al nuovo aeroporto, il vecchio venne smantellato nel maggio del 2004. Il nuovo aeroporto dovrebbe essere in grado di gestire circa 1.25 milioni di viaggiatori all'anno.
Nel 2000, 884.284 passeggeri e 56.784 aeroplani passarono per l'aeroporto. Il 71% dei velivoli erano commerciali e il 27% è stimato per un generico traffico d'aviazione.
Il 13 agosto 2024 Guernsey Ports ha nominato l'attuale Chief Operating Officer Ross Coppolo come nuovo Managing Director.
Coppolo è entrato a far parte di Guernsey Ports nel 2010 come responsabile della sicurezza, prima di diventare responsabile della sicurezza e della conformità nel maggio 2018 ed essere promosso a Chief Operating Officer nel marzo 2020.

### Piste d'atterraggio
Fino al 1960 c'erano quattro piste d'atterraggio con superficie in erba, che raggiungevano lunghezze che vanno da 2 040 piedi a 3 060 piedi. Nel 1960 venne aperta la nuova pista, tuttora in uso, in macadam al catrame lunga 1 463 m.

## Statistiche
Questo grafico non è disponibile a causa di un problema tecnico.
Si prega di non rimuoverlo.
Vedi la query Wikidata di origine.